# تونی آن سینگ
تونی آن سینگ (به انگلیسی: Toni-Ann Singh) (زاده ۱۹۹۶) مدل، خواننده و ملکه زیبایی اهل جامائیکا است.
او به نمایندگی از جامائیکا در مسابقات دوشیزه دنیا در سال ۲۰۱۹ شرکت کرد و برنده شد.